# Old Love Letters (film 1909)
Old Love Letters è un cortometraggio muto del 1909. Il nome del regista non viene riportato nei credit del film.

## Trama
Nel vecchio baule, la sposina trova per caso alcune lettere d'amore che si mette a leggere. Quando le amiche la chiamano dabbasso, lei lascia le lettere in vista e scende al piano di sotto. Hubby, il marito, torna a casa e scopre con orrore le lettere nella loro camera da letto. Gelosissimo, crede che la moglie lo tradisca: dopo averle gridato dietro, esce di casa, cercando i suoi amici, i supposti amanti, e non lascia loro il tempo di ribattere, ma tenta subito di metter loro le mani addosso. Quando torna a casa, accusa la moglie e le mostra come prova le lettere che ha trovato. Lei si mette a ridere, mostrandogli la data che risale a quattro anni prima. La pace ritorna tra i due coniugi. Ma le lettere, ad ogni buon conto, finiscono bruciate nel camino.

## Produzione
Il film fu prodotto dalla Lubin Manufacturing Company.

## Distribuzione
Distribuito dalla Lubin Manufacturing Company, il film - un cortometraggio di 122 metri - uscì nelle sale cinematografiche statunitensi il 27 settembre 1909. Nelle proiezioni, veniva programmato con il sistema dello split reel, accorpato in un'unica bobina con un altro cortometraggio prodotto dalla Lubin, la comica A Fish Story.